# 목사 (관직)
목사(牧使)는 고려·조선시대 지방의 행정단위인 목에 파견되었던 관직이다.
목은 부-목-군-현의 순서대로 두번째로 높은 등급의 지방행정구역이고 목사의 직위는 지방관 중에서 현재의 도지사에 해당하는 '관찰사(觀察使)', 부를 관할하는 '부윤(府尹) 다음에 위치하는 조선시대 정 3품에 해당하는 직책이다.

## 고려시대
983년(성종 2) 지방제도 정비과정에서 광주·충주·청주·양주·공주·승주·전주·나주·진주·상주·황주·해주의 12목에 각각 파견된 것이 그 시초이다. 연방제 고려에 지방행정의 중심으로 주는 웬만한 중대형도시에 설치된 행정구역의 명칭이 되었다. 보통 형주목처럼 행정구역 뒤에 직책이 붙는 방식으로 직함을 부른다.

## 조선시대
조선시대 관찰사 밑에서 각 목을 다스리던 정삼품 동반 외관직이다. 목은 큰 도와 중요한 곳에 두었는데, 왕실과 관계가 있는 지방은 작더라도 목으로 승격시켰다. 목사는 오늘날의 광역시장 급이다. 경기도에 3원(여주·파주·양주), 충청도에 4원(충주·청주·공주·홍주), 전라도에 4원(나주·광주·제주·능주), 경상도에 3원(상주·진주·성주), 강원도에 1원(원주), 황해도에 2원(황주·해주), 함경도에 1원(길주), 평안도에 2원(안주·정주) 등 모두 20원을 두었다.

## 같이 보기
- 목 (행정 구역)
- 주지사

## 참고 문헌
- 『고려사』
- 『경국대전』
- 『대전회통』
- 『조선초기의 군사제도와 정치』(민현구, 한국연구원, 1983)
- 『고려지방제도의 연구』(하현강, 한국연구원, 1977)
- 「조선초기의 수령제도」(이존희, 『역사교육』30·31합집, 1982)